# Castagnole delle Lanze
Castagnole delle Lanze é uma comuna italiana da região do Piemonte, província de Asti, com cerca de 3.640 habitantes. Estende-se por uma área de 21 km², tendo uma densidade populacional de 173 hab/km². Faz fronteira com Castiglione Tinella (CN), Coazzolo, Costigliole d'Asti, Govone (CN), Magliano Alfieri (CN), Neive (CN).

## Demografia
| Variação demográfica do município entre 1861 e 2011                               |
|                                                                                   |
| Fonte: Istituto Nazionale di Statistica (ISTAT) - Elaboração gráfica da Wikipedia |